# Maseru (distrikt)
Maseru är ett distrikt i Lesotho. Det ligger i den centrala delen av landet, 40 km sydost om huvudstaden Maseru. Antalet invånare är 316 155. Arean är 4 279 kvadratkilometer. Maseru gränsar till Berea, Thaba-Tseka, Mohale's Hoek District, Mafeteng District och Fristatsprovinsen. 
Terrängen i Maseru är kuperad åt nordväst, men åt sydost är den bergig.
Maseru delas in i:
- Semonkong Community
- Qiloane Community
- Lilala Community
- Makheka Community
- Makhoarane Community
- Makhalaneng Community
- Makhaleng Constituency
- Makolopetsane Community
- Manonyane Community
- Abia Community
- Lithabaneng Community
- Lithoteng Community
- Motimposo Community
- Qoaling Community
- Stadium Area Community
- Maseru Central Community
- Mazenod Community
- Mohlakeng Community
- Nyakosoba Community
- Ratau Community
- Telle Community
- Tajane Community
- Rothe

Följande samhällen finns i Maseru:
- Maseru
- Nako